# Natuurpark Montaña Palentina

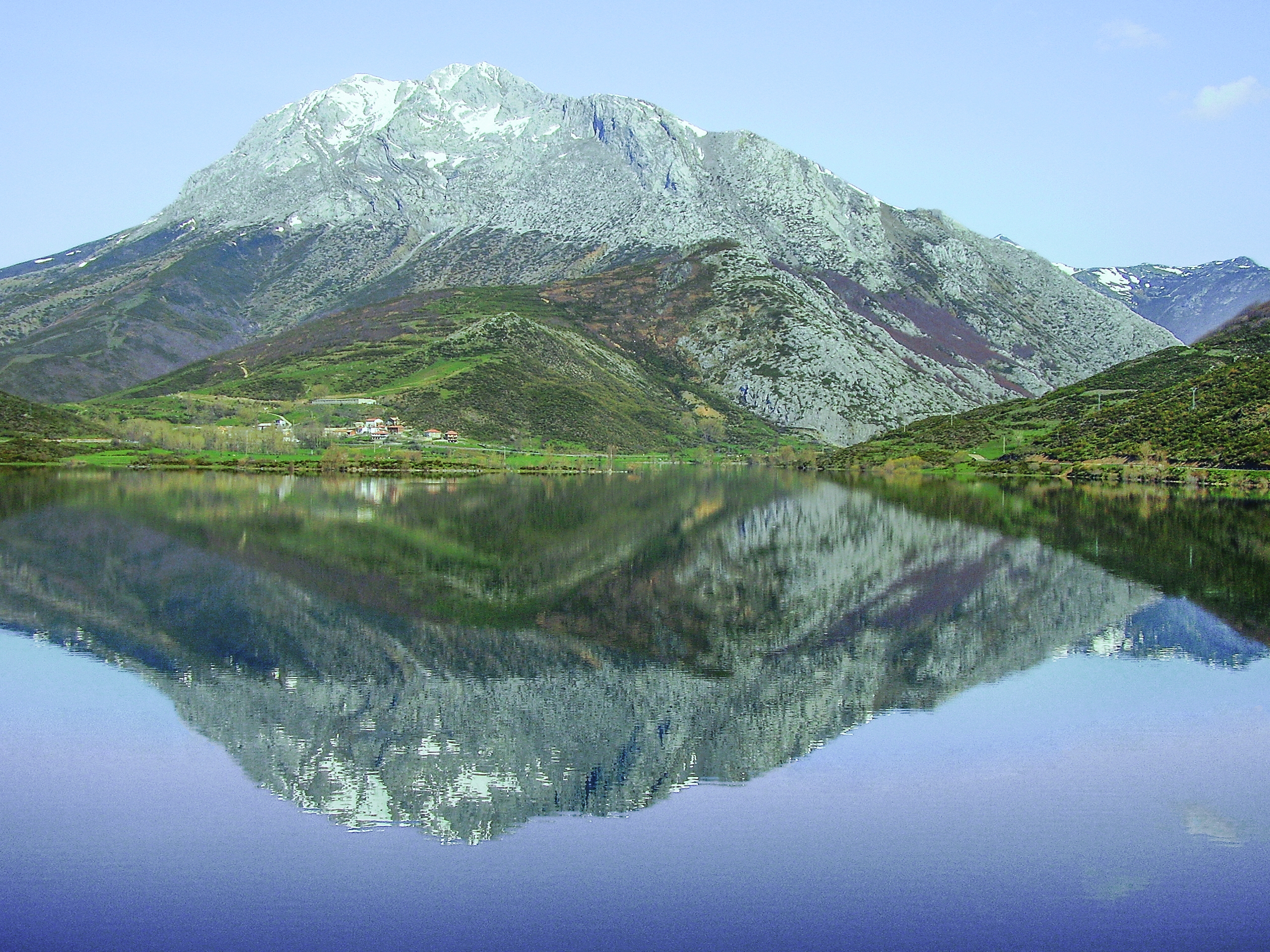

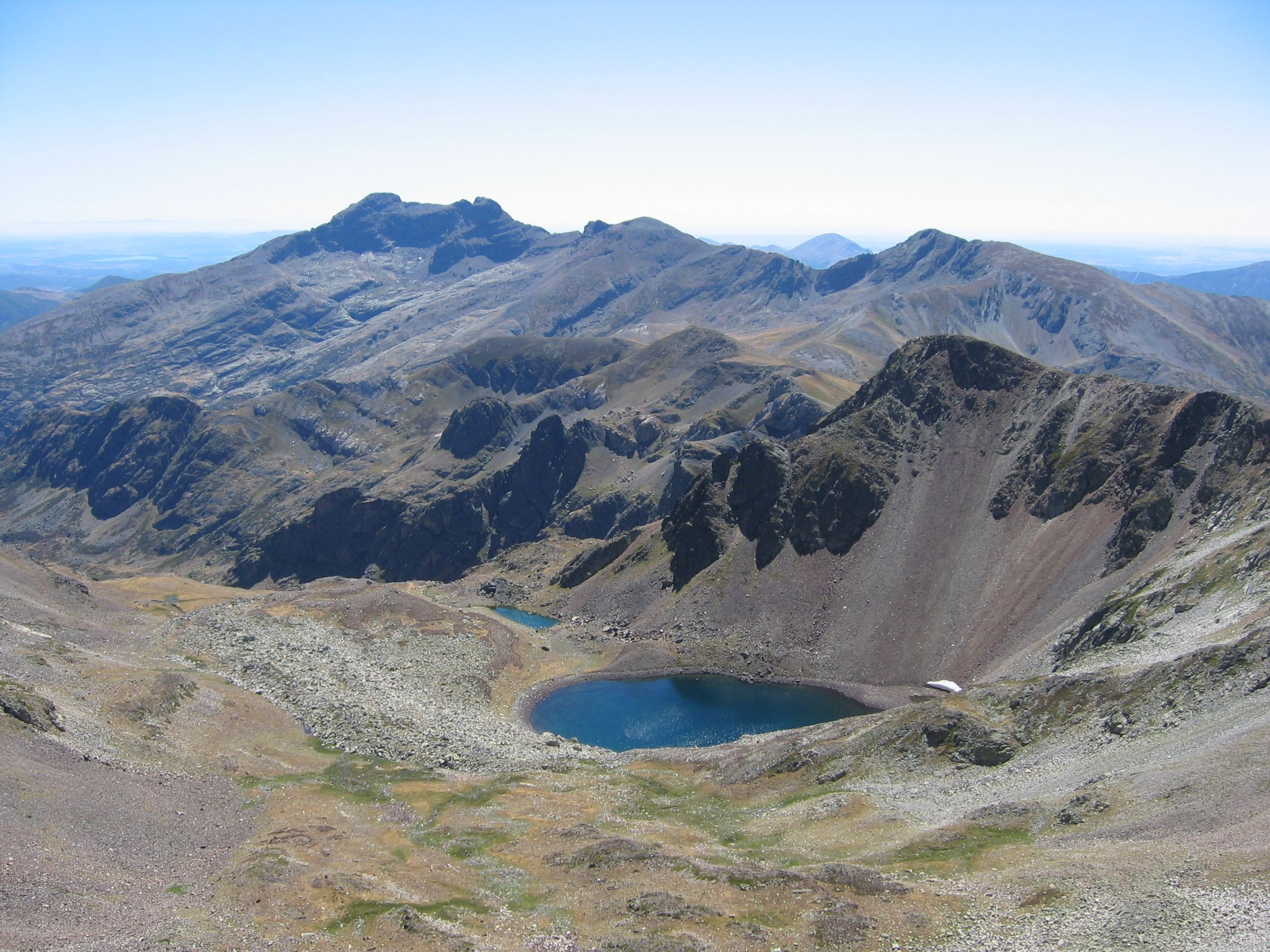

Het Natuurpark Montaña Palentina (Spaans: Parque natural Montaña Palentina) is een natuurpark in Castilië en León in Spanje. Het natuurpark werd opgericht in 2000 en is 78360 hectare groot. Het natuurpark droeg vroeger de naam Parque Natural de Fuentes Carrionas y Fuente Cobre-Montaña Palentina. Het natuurpark omvat bergen van het Cantabrisch gebergte, bossen, meren. Het park is ook Unesco-biosfeerreservaat. In het park komt ree, edelhert, everzwijn, bruine beer, wolf, auerhoen voor.